# Sexau
Sexau – miejscowość i gmina w Niemczech, w kraju związkowym Badenia-Wirtembergia, w rejencji Fryburg, w regionie Südlicher Oberrhein, w powiecie Emmendingen, wchodzi w skład wspólnoty administracyjnej Emmendingen. Leży ok. 5 km na zachód od Emmendingen.